# Birmânia Britânica
```
   |-
       | 
Erro:
:  
valor não especificado para "
continente
"
```

O domínio britânico na Birmânia durou de 1824 a 1948 — das guerras anglo-birmanesas, através da criação da Birmânia como uma província da Índia Britânica, ao estabelecimento de uma colônia administrada de forma independente e, finalmente, a independência. Diversas partes do território birmanês, incluindo Arakan e Tenasserim foram anexadas pelos britânicos após a sua vitória na Primeira Guerra Anglo-Birmanesa. A Baixa Birmânia foi anexada em 1852, após a Segunda Guerra Anglo-Birmanesa. Os territórios anexados foram designados províncias menores da Índia britânica em 1862. Após a Terceira Guerra Anglo-Birmanesa, em 1885, a Alta Birmânia foi anexada e, no ano seguinte, a província da Birmânia na Índia Britânica foi estabelecida, tornando-se uma província importante em 1897. Essa disposição durou até 1937, quando a Birmânia passou a ser administrada separadamente pelo Gabinete da Birmânia sob o Secretário de Estado da Índia e Birmânia. A Birmânia tornou-se independente do jugo britânico em 4 de janeiro de 1948.